# Giovanni Antonio Aprosio
Giovanni Antonio Aprosio (Vallecrosia, 19 marzo 1874 – Col del Rosso, 28 gennaio 1918) è stato un militare italiano, decorato di medaglia d'oro al valor militare alla memoria nel corso della prima guerra mondiale.

## Biografia

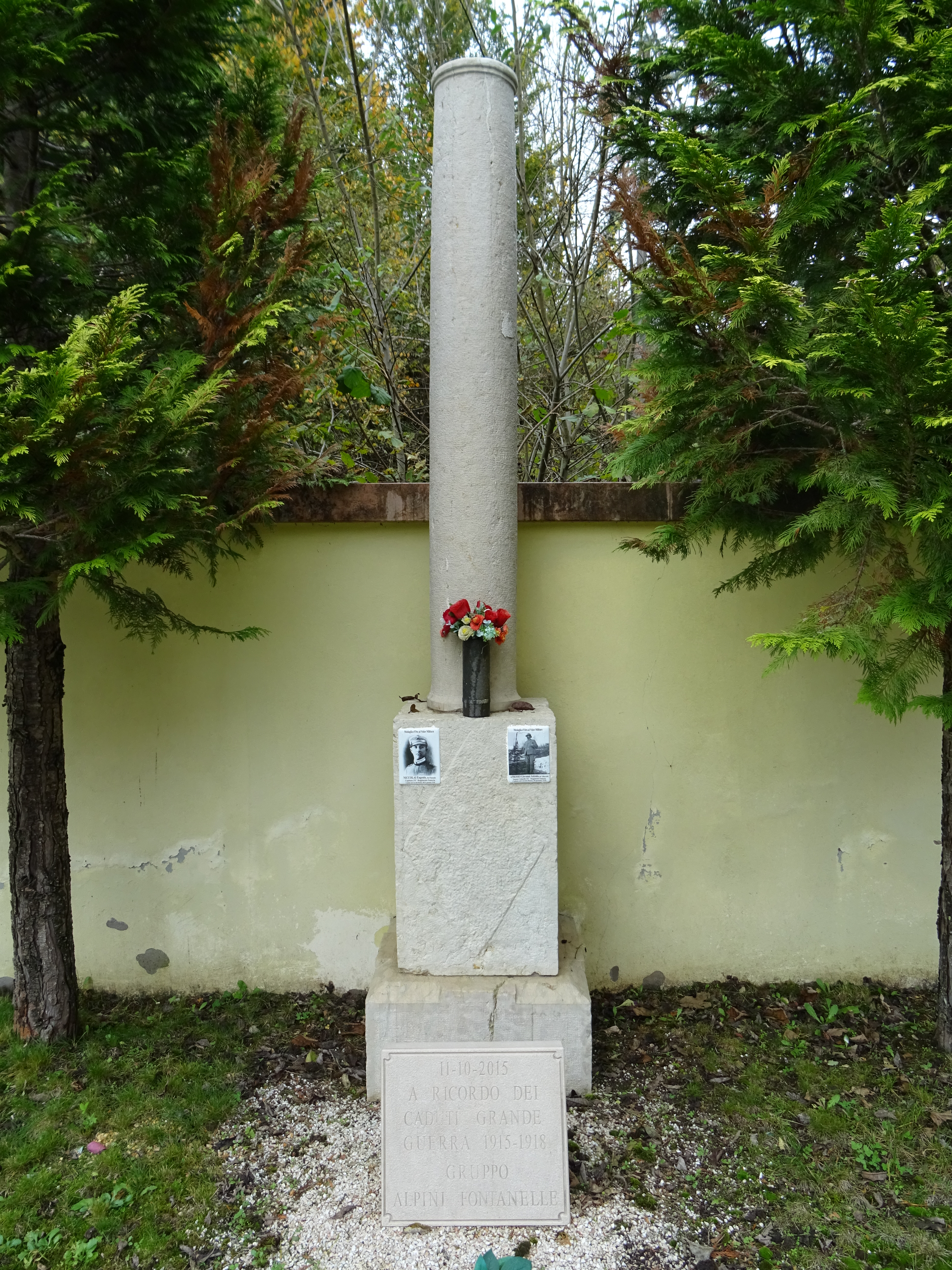
Monumento a Giovanni Antonio Aprosio ed Eugenio Niccolai nel cimitero di Fontanelle di Conco

Nacque a Vallecrosia, provincia di Imperia, il 19 marzo 1874, figlio di Giuseppe e Caterina Lavagnino. Frequentò la Regia Accademia Militare di Fanteria e Cavalleria di Modena da cui uscì con il grado di sottotenente nel febbraio 1895 assegnato all'arma di fanteria in forza al 79º Reggimento fanteria della Brigata Roma. L'anno successivo fu assegnato al corpo di spedizione italiano in Eritrea combattendo nella battaglia di Adua. Ritornato in Patria venne promosso tenente nel luglio 1898, passando in servizio nel 1º Reggimento "Granatieri di Sardegna", e divenuto capitano al 6º Reggimento fanteria della Brigata Aosta. Operò in Libia dall'ottobre 1912 al settembre 1913, ritornando quindi in Italia in servizio, dal gennaio 1915, presso il 17º Reggimento fanteria della Brigata Acqui. All'atto dell'entrata in guerra del Regno d'Italia, avvenuta il 24 maggio 1915, con il grado di primo capitano assunse il comando della 1ª Compagnia. Subito dopo la dichiarazione di guerra varcò il confine occupando San Pietro dell'Isonzo superando la resistenza del nemico. Schierato con il suo reparto alle pendici del Carso prese parte ai combattimenti per l'occupazione delle posizioni nemiche tra Selz e Monte Sei Busi, venendo decorato con una prima medaglia d'argento al valor militare per essersi distinto in azione tra Polazzo e Redipuglia (8-9 giugno). Il 30 giugno fu insignito di una seconda medaglia d'argento al valor militare per aver guidato i suoi uomini in combattimento a Vermegliano, dove rimase ferito. Il 14 luglio rimase ferito per la seconda volta dallo scoppio di una mina e dovette essere ricoverato in ospedale. Promosso maggiore alla fine dell'anno, divenne tenente colonnello nel luglio 1917 assegnato in servizio al 18º Reggimento fanteria. Nell'ottobre dello stesso anno fu nominato comandante del 151º Reggimento fanteria della Brigata Sassari. Nel gennaio del 1918, al comando del reggimento, prese parte alla battaglia dei Tre Monti, e fu ferito mortalmente sul Col del Rosso, colpito al petto da una scheggia di granata. Con Decreto Luogotenenziale del 16 agosto 1918 fu insignito della medaglia d'oro al valor militare alla memoria.
La salma venne inizialmente seppellita nel cimitero di Fontanelle di Conco e successivamente le sue spoglie vennero traslate presso il Sacrario militare di Asiago.
Nella sua città natale di Vallecrosia è stata intitolata la via principale del paese (il tratto urbano della Aurelia) e nella vicina Ventimiglia una via secondaria. Alla sua memoria era intitolata una caserma a San Giorgio di Nogaro (Udine) che ospitava un autoreparto della Divisione "Folgore", poi dismessa alla fine degli anni settanta del XX secolo.